# Niemyje-Jarnąty
Niemyje-Jarnąty [pronunciación en polaco: /ɲɛˈmɨjɛ jarˈnɔntɨ/] es un pueblo en el distrito administrativo de Gmina Rudka, dentro del Distrito de Bielsk, Voivodato de Podlaquia, en el noreste de Polonia.